# Panamerikanische Spiele 2019/Leichtathletik – Kugelstoßen der Männer

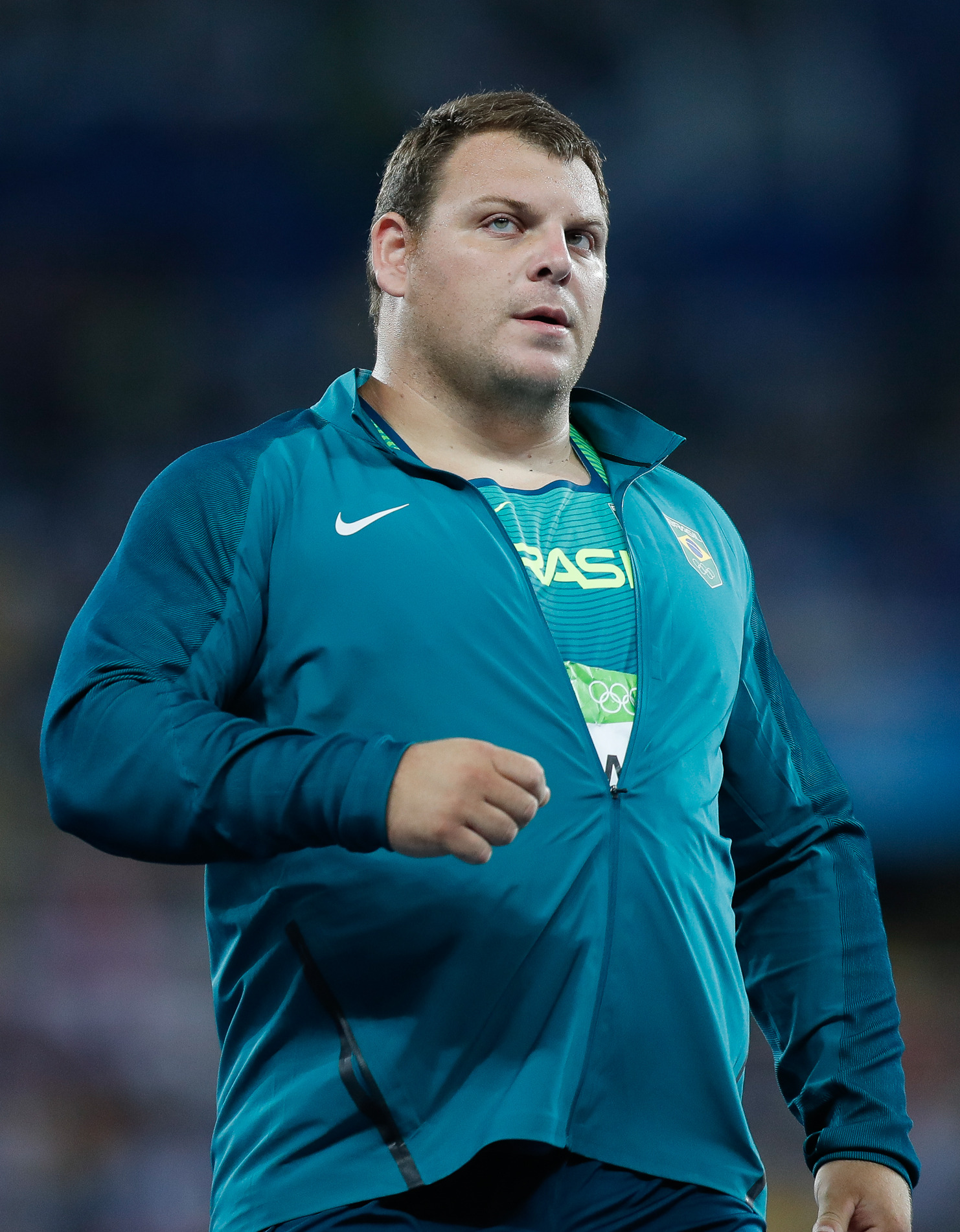
Der Sieger Darlan Romani (2016)

Das Kugelstoßen der Männer bei den Panamerikanischen Spielen 2019 fand am 7. August im Villa Deportiva Nacional in der peruanischen Hauptstadt Lima statt.
13 Kugelstoßer aus zehn Ländern nahmen an dem Wettbewerb teil. Die Goldmedaille gewann Darlan Romani mit 22,07 m, was auch ein neuer Rekord der Panamerikanischen Spiele war. Silber ging an Jordan Geist mit 20,67 m und die Bronzemedaille gewann Uziel Muñoz mit 20,56 m.

## Rekorde
Vor dem Wettbewerb galten folgende Rekorde:
| Weltrekord        | Randy Barnes     | 23,12 m | Los Angeles, Vereinigte Staaten            | 20. Mai 1990  |
| Rekord der Spiele | O’Dayne Richards | 21,69 m | Panamerikanische Spiele in Toronto, Kanada | 21. Juli 2015 |

## Ergebnis
7. August 2019, 17:50 Uhr
| Platz | Athlet            | Land                     | 1. Versuch | 2. Versuch | 3. Versuch | 4. Versuch                               | 5. Versuch                               | 6. Versuch                               | Weite (m) |
| ----- | ----------------- | ------------------------ | ---------- | ---------- | ---------- | ---------------------------------------- | ---------------------------------------- | ---------------------------------------- | --------- |
|       | Darlan Romani     | Brasilien                | 20,81      | 20,92      | 21,19      | 21,16                                    | 21,54                                    | 22,07                                    | 22,07 PR  |
|       | Jordan Geist      | Vereinigte Staaten       | 19,07      | 20,16      | 19,56      | 19,27                                    | 19,78                                    | 20,67                                    | 20,67     |
|       | Uziel Muñoz       | Mexiko                   | 20,06      | 20,03      | x          | 20,32                                    | 20,35                                    | 20,56                                    | 20,56     |
| 4     | Tim Nedow         | Kanada                   | 20,47      | 19,58      | 20,09      | 19,84                                    | 19,76                                    | 20,48                                    | 20,48     |
| 5     | O’Dayne Richards  | Jamaika                  | x          | 19,27      | x          | 19,71                                    | 19,92                                    | 20,07                                    | 20,07     |
| 6     | Eldred Henry      | Britische Jungferninseln | 18,51      | 19,82      | 18,90      | x                                        | 19,19                                    | x                                        | 19,82     |
| 7     | Welington Morais  | Brasilien                | x          | 19,09      | 18,77      | 18,57                                    | 19,22                                    | 18,98                                    | 19,22     |
| 8     | Ashinia Miller    | Jamaika                  | x          | 18,62      | 19,17      | 18,65                                    | x                                        | x                                        | 19,17     |
| 9     | Olayinka Awotunde | Vereinigte Staaten       | 18,53      | x          | 19,04      | nicht im Finale der besten acht Athleten | nicht im Finale der besten acht Athleten | nicht im Finale der besten acht Athleten | 19,04     |
| 10    | Zack Short        | Honduras                 | 18,34      | 18,62      | 18,28      | nicht im Finale der besten acht Athleten | nicht im Finale der besten acht Athleten | nicht im Finale der besten acht Athleten | 18,62     |
| 11    | Santiago Basso    | Chile                    | 18,17      | 18,38      | x          | nicht im Finale der besten acht Athleten | nicht im Finale der besten acht Athleten | nicht im Finale der besten acht Athleten | 18,38     |
| 12    | Wimana Stewart    | Trinidad und Tobago      | 18,25      | 17,86      | 17,87      | nicht im Finale der besten acht Athleten | nicht im Finale der besten acht Athleten | nicht im Finale der besten acht Athleten | 18,25     |
|       | Dillon Simon      | Dominica                 | x          | x          | x          | nicht im Finale der besten acht Athleten | nicht im Finale der besten acht Athleten | nicht im Finale der besten acht Athleten | NM        |